# Acquoy
Acquoy (uitspraak: akkooi) is een dorp in de gemeente West Betuwe in de Nederlandse provincie Gelderland. Op 1 januari 2023 telde het dorp 570 inwoners.
Aquoy is te bereiken via de Provinciale weg N327

## Ligging
Acquoy ligt aan een oude bocht van de rivier de Linge die echter is afgesneden, zodat het nu aan een doodlopende U-vormige zijarm van het riviertje ligt. Omdat in vroeger tijd langs of vlak achter de Lingedijk gebouwd werd, heeft het dorp een langgerekte en bochtige vorm gekregen. Acquoy ligt in het gebied van de Hollandse Waterlinie.
Omliggende plaatsen zijn Asperen en Leerdam.

## Naam
De naam Acquoy wordt al in 1311 genoemd, maar er heerst onzekerheid aangaande de oorsprong ervan. De naam is mogelijk samengesteld uit ofwel de persoonsnaam Akko, ofwel Germaans *agaza, ekster, en het Germaanse "ooi", laag en drassig land. "Ooi" treffen we ook aan in de namen: Wadenoijen, Poederoyen, Ammerzoden (= Ammerzoyen) en Rhenoy. Anderen wijzen erop dat "Acquoy" in oude bronnen vermeld wordt als Eckoy of Echoy en dat zou als betekenis hebben "laagland van heer Akko of Ekko". Het zou hier dan gaan om een Fries edelman maar dit is zeer onzeker.

## Bus
De volgende buslijn rijdt door het dorp:
• Lijn 260: Geldermalsen - Leerdam

## Geschiedenis
Volgens een overlevering zou een "Jan van Arkel" het dorp Acquoy gesticht hebben, nadat hij in 1133 terugkeerde van een kruistocht. Dit is echter onwaarschijnlijk, want het jaar 1133 valt in een periode dat er geen kruistochten waren. De eerste kruistocht was namelijk van 1096-99 en de tweede van 1147-49. Sommige bronnen melden dat de Jan van Arkel die hier genoemd wordt Jan I van Arkel is, maar die heeft een eeuw later geleefd en had de bijnaam "de Sterke".
In 1305 wordt Acquoy genoemd als behorend tot het bezit van de heren van Voorne. In 1364 verpandde Catherina van Voornenburgh haar huis met de burcht van Acquoy voor 10 jaar aan Otto van Arkel en later kocht hij het. Vanaf toen hoorde Acquoy net als Arkel zelf en Gellicum tot de Heerlijkheid van Arkel. Nadat Acquoy enige malen in andere handen was overgegaan, werd het in 1513 gekocht door Floris van Egmont, graaf van Buren.
Door zijn huwelijk met de kleindochter van Floris, Anna van Egmond in 1551 kwam Acquoy samen met Leerdam in bezit van prins Willem van Oranje. In die tijd werd de heerlijkheid verheven tot Baronie. Acquoy bleef in handen van het Huis van Oranje tot 1795, waarna het samen met Leerdam, bij Holland werd ingelijfd. Toen verviel de titel Baron van Acquoy onder de titel Graaf van Leerdam. Dit geschiedde overigens niet zonder protest van de zijde der bevolking. In 1820 werd het dorp Gelders gebied doordat het bij de gemeente Beesd werd gevoegd. Overigens is het wapenschild van Acquoy nog altijd te bewonderen in de Nieuwe Kerk in Amsterdam.
Acquoy is bekend als geboorteplaats van Cornelius Jansenius, de bisschop van Ieper. Uit zijn theologische geschriften kwam de beweging van het jansenisme voort.

## Bezienswaardigheden

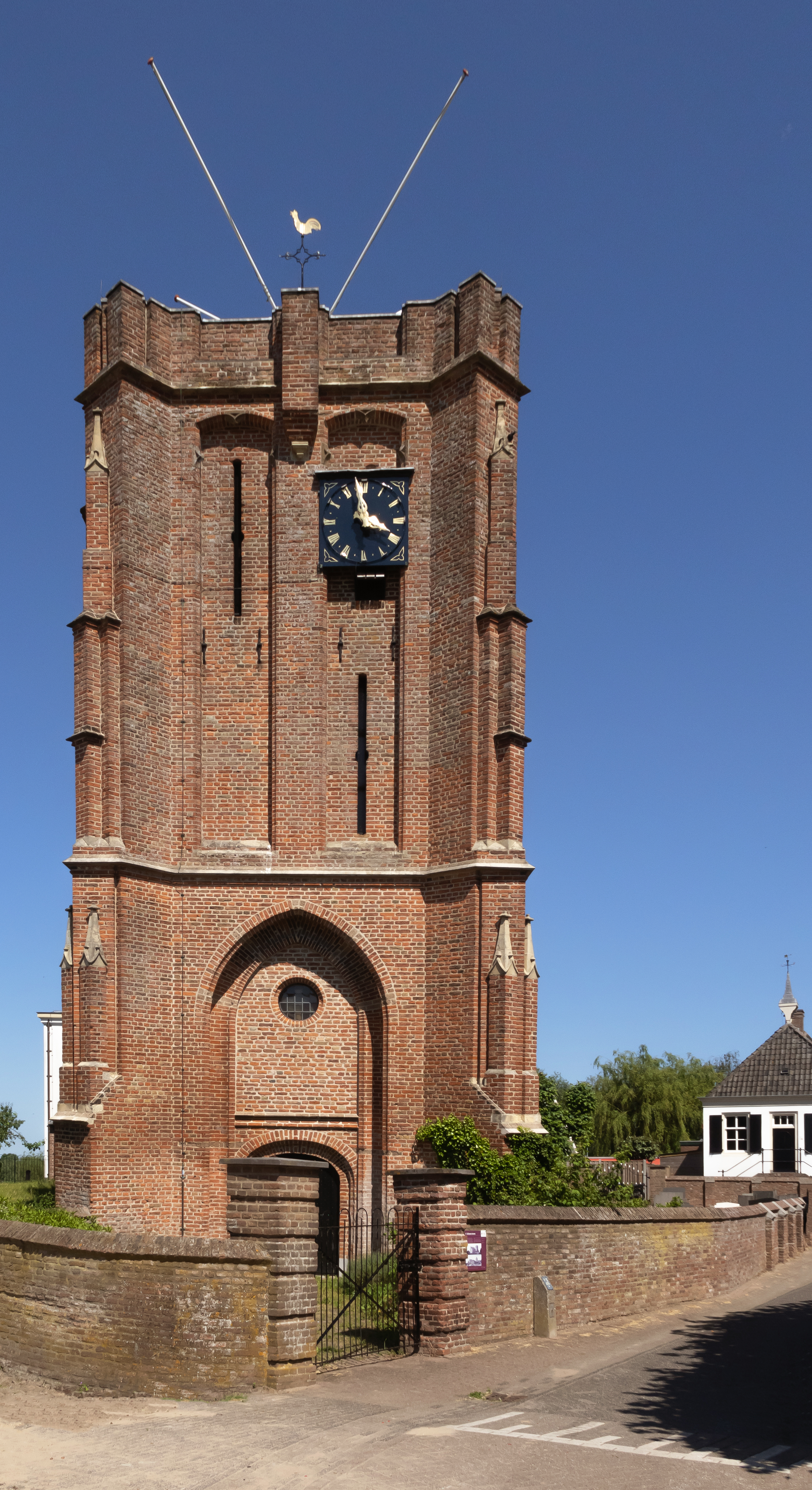
'Betuwse Toren van Pisa', 15e-eeuwse kerktoren, staat 115 cm uit het lood

Acquoy is gelegen in het stroomlandschap van de meanderende rivier de Linge, direct aan een nu dode zijtak van deze rivier.
Een markant punt in Acquoy is de scheve kerktoren van de hervormde kerk. De toren staat ook wel bekend als de Betuwse Toren van Pisa. Dit is niet de scheefste toren van Nederland, want die staat in Miedum. De toren staat al scheef sinds hij gebouwd is in de 15e eeuw. Aan de toren is nog te zien dat men halverwege de bouw een correctie heeft proberen toe te passen. De toren is ca. 17,5 m hoog en staat aan de bovenkant, aldus een meting uit 1985, ongeveer 1,15 meter uit het lood. Dat is een helling van 6,6% oftewel ca. 3,8°. Dat is ca. 0,2° minder dan de toren van Pisa. Opvallend is dat zich op het kerkhof het graf van een mevrouw Cornelia Pisa bevindt, dat ze deelt met haar echtgenoot predikant Nicolaas Hendrilk Kuipéri. Er is een plaatselijk bijgeloof dat de toren niet voorover valt, omdat op het kerkhofje aan de voet zich dit graf bevindt.
De Catharinakerk, die bij de toren hoorde, is verwoest bij de Storm van 1 augustus 1674.
In de Culemborgse Vliet ligt het niet meer in gebruik zijnde Gemaal De Oude Horn. Het heeft als uniek element een scheprad. Het kwam in 1859 in dienst en 103 jaar later, in 1962, pas buiten bedrijf gesteld. De machinerie die het scheprad in beweging zette is verwijderd en sinds 1978 zit er een glasblazerij in het gebouw.
Nabij Acquoy bevindt zich Fort Asperen (genoemd naar het nabijgelegen Asperen). Fort Asperen wordt tegenwoordig gebruikt voor exposities en culturele manifestaties.

## Monumenten
Een deel van Acquoy is een beschermd dorpsgezicht. Zie ook:
- Lijst van rijksmonumenten in Acquoy
- Lijst van gemeentelijke monumenten in Acquoy

## Geboren
- Cornelius Jansenius (1585-1638), priester en theoloog (grondlegger van het Jansenisme)